# Пара-Метоксиамфетамин

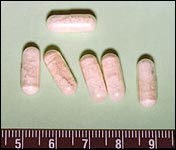
Капсулы PMA, изъятые в Мэриленде, США

пара-Метоксиамфетамин (PMA, 4-метоксиамфетамин, 4-MA) — химическое соединение класса амфетаминов, не обладающее психостимулирующим и эмпатогенным действием, а имеющее эффекты более сходные антидепрессантам. Были случаи когда под видом MDMA («Экстази») продавалось именно PMA.
Существуют предварительные данные, согласно которым PMA гораздо более токсичен, чем MDMA.

## Правовой статус
PMA внесён в Список I согласно Конвенции по психотропным веществам, а также перечню наркотических средств, психотропных веществ и их прекурсоров, подлежащих контролю в Российской Федерации.